# Cipura xanthomelas
Cipura xanthomelas är en irisväxtart som beskrevs av Carl Maximowicz och Friedrich Wilhelm Klatt. Cipura xanthomelas ingår i släktet Cipura och familjen irisväxter.

## Underarter
Arten delas in i följande underarter:
- C. x. flavescens
- C. x. xanthomelas